# VdB 91
vdB 91 è una piccola nebulosa a riflessione visibile nella costellazione dell'Unicorno.
Si individua sul bordo occidentale della Nebulosa Gabbiano, una regione H II connessa ad un complesso nebuloso molecolare in cui hanno luogo fenomeni di formazione stellare; la sua posizione è a circa 3° a nordest di θ Canis Majoris, una stella di colore arancione di quarta magnitudine. La stella responsabile dell'illuminazione dei gas della nube è BD-10 1839, una stella bianco-azzurra di sequenza principale di classe spettrale B3V, che imprime al gas circostante un caratteristico colore azzurrognolo; la distanza della stella è di circa 1000 parsec (circa 3260 anni luce), e fa parte dell'associazione OB Canis Major R1, un sottogruppo della più estesa associazione Canis Major OB1 la cui caratteristica principale è il legame con delle estese nebulose a riflessione.